# Estádio Municipal de Fafe
Estádio Municipal de Fafe – stadion piłkarski w Fafe, w Portugalii. Został otwarty w 1968 roku. Może pomieścić 4000 widzów. Swoje spotkania rozgrywają na nim piłkarze klubu AD Fafe.